# معركة البابين
معركة البابين، وقعت في 18 مارس 1167، أثناء الغزو الصليبي الثالث لمصر. عموري الأول ملك بيت المقدس، والجيش الزنكي تحت قيادة أسد الدين شيركوه، كانا يسعيا للاستيلاء على مصر من الخلافة الفاطمية. كان صلاح الدين الأيوبي من كبار ضباط شيركوه في المعركة. أسفرت المعركة عن انسحاب تكتيكي للقوتين.

## خلفية
بعد وفاة عماد الدين زنكي، تولى ابنه نور الدين زنكي السلطة في حلب. في عام 1154، سيطر على دمشق عندما لم يكن هناك أحد في السلطة على المدينة. أصبح أول زعيم سلجوقي منذ تسعينيات القرن التاسع عشر يوحد شمال وجنوب سوريا. أشعل نور الدين المثل الجهادية عندما قاتل ضد الفرنجة وأخذ على عاتقه تحرير القدس.
كان للوزير شاور سلطة كاملة على الفاطميين وكان مستشارًا ل الخليفة. طلب شاور دعم جنرالات نور الدين للسيطرة. لجأ شاور إلى شيركوه طلباً للمساعدة. بعد أن اكتشف شاور أن المقابل الذي سيكلفه شيركوه للقتال من أجله كان أكثر مما يستطيع أن يكفله، لجأ شاور إلى عموري الأول ملك القدس. كان شيركوه جاهزًا تقريبًا لإنشاء أرض خاصة به في مصر عندما غزا عموري الأول. بعد عدة أشهر من النضال، اضطر شيركوه إلى الانسحاب.
كان لدى شيركوه القدرة على ممارسة السياسة وكان يطمح إلى أن يصبح اليد اليمنى لنور الدين. حارب شيركوه في معركة أنب عام 1149. وقد قتل ريموند الثاني أمير أنطاكية في معركة قتالًا وجهًا لوجه معه. بعد تلك المعركة، اكتسب سمعته لاهتمامه بالتفاصيل وتميزه في التكتيكات. عندما استولى نور الدين على دمشق عام 1154، أرسل شيركوه أمام السفراء للتفاوض على شروط الخطوط الحدودية بين دمشق وحلب.
كان عموري الأول ملك القدس، وتولى السلطة من 1163 إلى 1174. كان عموري الأول حليفًا وحاميًا اسميًا للدولة الفاطمية. في عام 1167، أراد عموري الأول تدمير الجيش الزنكي الذي أرسله نور الدين من سوريا. اعتمد عموري الأول على تنظيمات عسكرية مسلحة لغزو مصر.التنظيمات العسكرية المسلحة هي رتبة مسيحية من رتبة الفروسية. مثل فرسان الإسبتارية وفرسان الهيكل التي تم منحها الأوامر العسكرية لمواجهة الوثنيين أو المسلمين، أو في الأراضي المقدسة، لأي شخص يضطهد المعتقدات والممارسات المسيحية. كان هوس عموري الأول هو الاستيلاء على مصر، بعد محاولته أولاً إقامة علاقات صداقة مع الدولة.
لأن عموري الأول كان حليفًا وحاميًا للحكومة الفاطمية، كان القتال في معركة البابين في مصلحته. وقد غزا مصر عدة مرات خلال فترة حكمه. لم تكن هذه الحملات ناجحة للغاية، حيث واجهت دائمًا تعقيدات تؤدي إلى الفشل في كل مرة. نظم نور الدين إستراتيجية المعركة في الجانب الإسلامي. نور الدين كان الزعيم المسلم الذي وحد سوريا. كانت القوات بقيادة شيركوه. بما أن كلا الجانبين يريد أن يكون مسؤولاً عن مصر، فإن من سيربح المعركة سيحقق هذا الهدف. جاءت هذه المنافسة في معركة البابين عام 1167.

## المعركة
أمر الملك عموري الأول فقط فرسانه بمطاردة شيركوه والمسلمين خارج مصر في بداية المعركة. طارد عموري الأول قوات شيركوه عبر وادي النيل وعبر النهر إلى الجيزة. كادت المطاردة تنجح، لكن المسلمين تحولوا لمحاربة عموري الأول حيث بعيداً عن الأرض الزراعية وجزبهم للصحراء. قللت المنحدرات الشديدة والرمال الناعمة من فعالية الجيش اللاتيني. ضعف جيش الملك عموري الأول لأنه لم يأخذ معه سوى حفنة من الرجال لملاحقة شيركوه. قاد 374 فارسًا فرنكًا مسلحًا جنبًا إلى جنب مع رماة السهام المعروفين باسم تركوبلي. وقف الفرسان المسيحيون أيضًا إلى جانب عموري الأول لملاحقة جيش شيركوه.
توصل شيركوه إلى خطة لجذب الفرنجة، جنبًا إلى جنب مع عموري الأول، بعيدًا عن ساحة المعركة. كانت خطة شيركوه تتمثل في أن يعثر سلاح الفرسان اللاتيني على أي هدف يستحقه. يأمل شيركوه في التخفيف من حدة القتال. أراد أن يعتقد الفرنجة أن أفضل رجاله كانوا في الوسط المحيط به. وكان صلاح الدين، ابن شقيق شيركوه، من بين أولئك الموجودين في خط الوسط. كان صلاح الدين، بأمر من شيركوه، يتراجع بمجرد اقتراب الفرنجة.
وقع عموري الأول في خطة شيركوه. أرسل عموري الأول هجومه الرئيسي باتجاه مركز قوات شيركوه. ثم سحب صلاح الدين عموري الأول والفرنجة بعيدًا عن ساحة المعركة. اندلعت المعركة إلى مناوشات أصغر. بعض المناوشات فاز بها الفرنجة والآخرون الأتراك.
عندما عاد عموري الأول من مطاردة صلاح الدين، حشد قواته معًا. اصطف عموري الأول قواته وسار مباشرة عبر خطوط العدو، وقاتل كل معارضة العدو على طول الطريق. ثم انسحب عموري الأول من ساحة المعركة مع جيشه. لم يخرج أي من الجانبين منتصراً. خسر الفرنجة مائة فارس وفشلوا في تدمير جيش شيركوه. هذا أيضا أضاع فرصة عموري الأول ليصبح حاكما لمصر.